# Tillandsia 'Pruinariza'
Tillandsia 'Pruinariza' es un  cultivar híbrido del género Tillandsia perteneciente a la familia  Bromeliaceae.
Es un híbrido creado en el año 1977 con la especie Tillandsia ariza-juliae × Tillandsia pruinosa.